# Edomae Elf
Edomae Elf (江戸前エルフ Edomae Erufu?), también conocida como Otaku Elf en inglés, es una serie manga japonés escrito e ilustrado por Akihiko Higuchi. Ha sido serializado en Shōnen Magazine Edge de Kōdansha desde el 17 de junio de 2019, con sus capítulos recopilados en seis volúmenes tankōbon hasta el momento. Se ha anunciado una adaptación de la serie a anime por el estudio C2C.

## Argumento
Koganei Koito es una adolescente que trabaja como asistente en el Santuario Takamimi. Se rumorea que en el santuario habita una deidad, pero la verdadera residente es una elfa inmortal que se quedó atrapada en la Tierra hace unos cuatrocientos años. Además, la elfa es una persona totalmente encerrada que no quiere salir a la calle… ¡y ha desarrollado un gusto por los videojuegos! En esta encantadora comedia de fantasía, los encargados del santuario tienen que satisfacer la afición de la elfa por los artilugios más modernos, desde juegos de mano hasta auriculares de realidad virtual.

## Personajes
Koito Koganei (小金井 小糸 Koganei Koito?)
 Seiyū: Yuka Ozaki
Elda (エルダ Eruda?)
 Seiyū: Ami Koshimizu

## Contenido de la obra

### Manga
Edomae Elf es Escrito e ilustrado por Akihiko Higuchi. Comenzó a serializarse en la revista Shōnen Magazine Edge de Kōdansha el 17 de junio de 2019. Hasta el momento se han publicado seis volúmenes tankōbon. En América del Norte, Seven Seas Entertainment obtuvo la licencia de la serie en formato impreso y digital.
| Volúmenes de manga publicados | Volúmenes de manga publicados | Volúmenes de manga publicados |
| Número                        | Fecha de publicación          | ISBN                          |
| ----------------------------- | ----------------------------- | ----------------------------- |
| 1                             | 15 de noviembre de 2019       | ISBN 978-4-06-517625-2        |
| 2                             | 16 de abril de 2020           | ISBN 978-4-06-519249-8        |
| 3                             | 16 de octubre de 2020         | ISBN 978-4-06-520771-0        |
| 4                             | 17 de mayo de 2021            | ISBN 978-4-06-523214-9        |
| 5                             | 17 de noviembre de 2021       | ISBN 978-4-06-526109-5        |
| 6                             | 16 de junio de 2022           | ISBN 978-4-06-528054-6        |

### Anime
En junio de 2022 se anunció una adaptación de la serie a anime. Está producido por el estudio C2C y dirigido por Takebumi Anzai, con guiones escritos por Shōgo Yasukawa, diseños de personajes a cargo de Takeshi Oda, quien también se desempeñará como director de animación en jefe, y música compuesta por Akito Matsuda. Se estrenó el 8 de abril de 2023 en el bloque de programación Animeism en MBS y otras afiliadas. El tema de apertura, "Kien Romance", es interpretado por Akari Nanawo, mientras que el tema de cierre, "Odoru Hikari", es interpretado por Cody Lee. Sentai Filmworks obtuvo la licencia de la serie fuera de Asia, y lo transmitirá en Hidive.